# Samuel Holmén
Samuel Holmén (Annelund, 1984. június 28. –) svéd válogatott labdarúgó, az IF Elfsborg középpályása.

## Pályafutása

### Klubcsapatban
Szülővárosának csapatában, a Annelunds IF csapatában kezdte pályafutását, innen került az IF Elfsborg csapathoz. Itt mutatkozott be az élvonalba. A klub színeiben összesen 23 mérkőzést játszott, ezeken 2 gólt lőtt. 2007-ben a  Brøndby IF játékosa lett. 101 meccsen 16 gólt szerzett a Dán csapat játékosaként. 2010-ben Törökországba igazolt, az İstanbul Başakşehir csapatába.

### A válogatottban
20 alkalommal szerepelt a válogatottba, két gólt szerzett, az elsőt egy Costa Rica elleni felkészülési mérkőzésen, a másikat Magyarország ellen 2008 szeptemberében Világbajnoki selejtezőn, amin a Svédek nyertek 2-1-re.